# Oratorio di Sant'Andrea del Ghisione
L'oratorio di Sant'Andrea del Ghisione è un edificio religioso di Villa Poma, frazione del comune sparso di Borgo Mantovano, in provincia e diocesi di Mantova; fa parte del vicariato foraneo Madonna della Comuna.

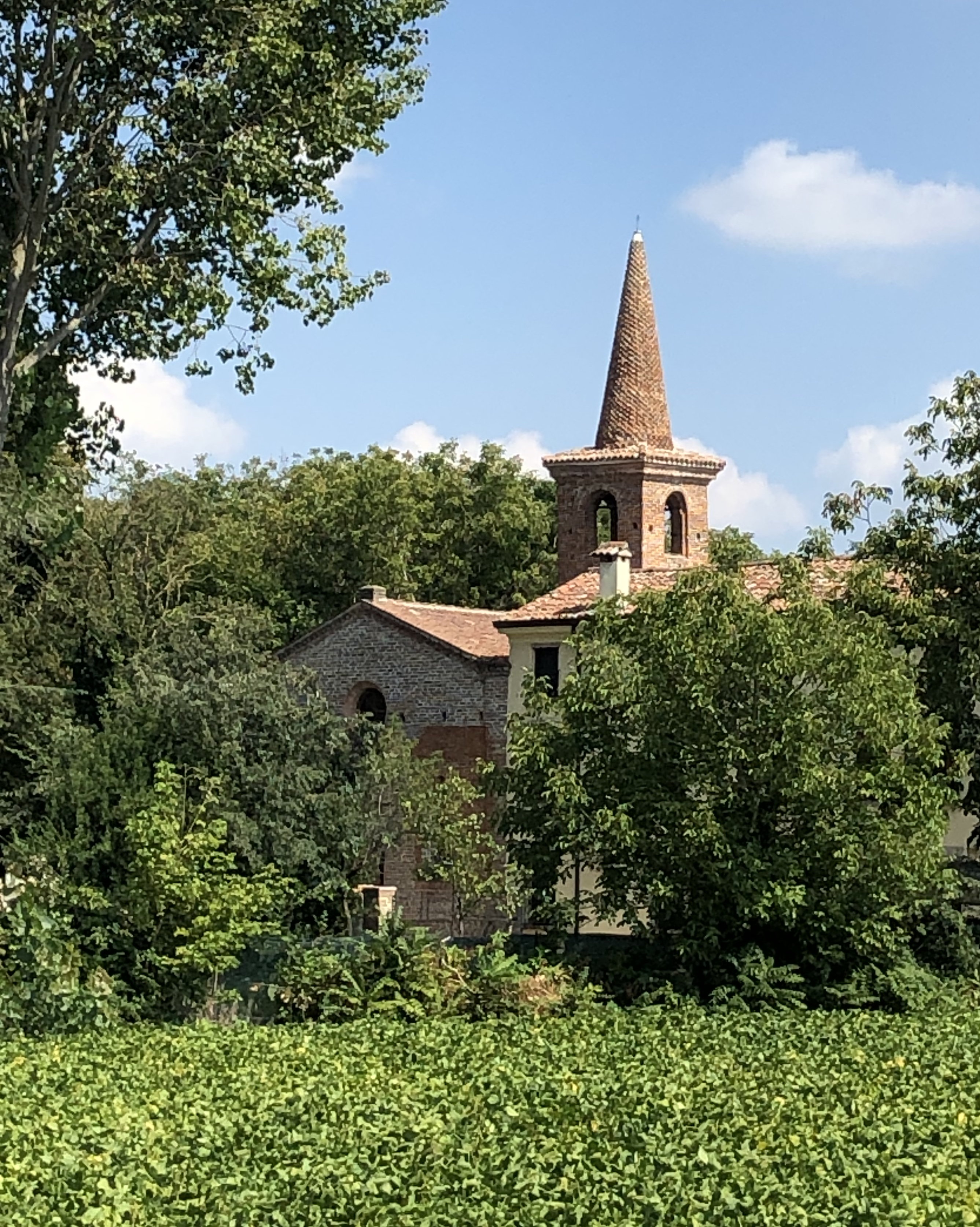
Oratorio di Sant'Andrea del Ghisione

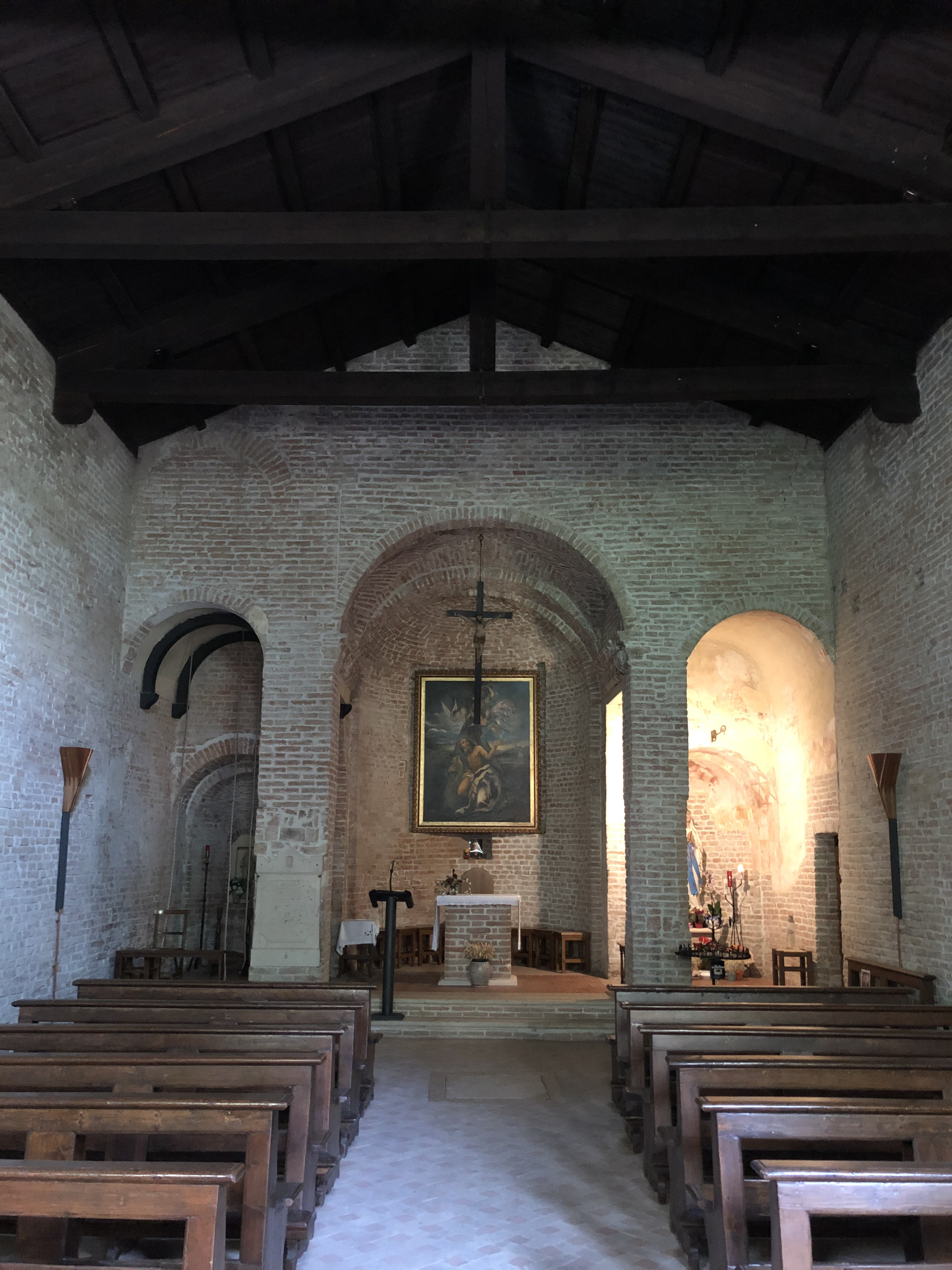
Oratorio di Sant'Andrea del Ghisione, interno

## Storia
L'oratorio in stile romanico, della fine dell'XI secolo, sorge In località Ghisione su uno spazio occupato da una villa romana da cui sono stati presi e riutilizzati vari materiali per la sua costruzione.
Non essendoci documenti scritti, la datazione dell’oratorio si basa sull’analisi e lo studio della struttura ed è possibile far risalire la costruzione dell’edificio tra la fine XI e l’inizio del XII secolo.
Dagli studi fatti, inoltre, i ricercatori sono concordi nell’affermare che gran parte della muratura fu ricostruita in epoca post-romanica. Diverse parti di questa sono state riscostruite a partire dal'1117, anno in si ipotizza l’oratorio fu pesantemente danneggiato dal terremoto. L'oratorio di Sant'Andrea, viene citato in un atto del 1117, conservato tra i documenti dell'ex monastero di San Benedetto Po. Una seconda possibile ricostruzione venne effettuata a partire dal XVI secolo, in cui la famiglia Basaglia proprietaria del terreno ne promosse la riedificazione.
Costruito in cotto a navata unica che culmina con tre absidi: l’abside maggiore e due absidiole laterali; sull’absidiola sinistra si trova il campanile. All’interno sono presenti tracce di affreschi.
Si riconoscono alcuni elementi strutturali simili in altre chiese e cappelle dell’Isola di Revere dove vengono mescolate tradizioni dell’area veronese ed emiliana, in quanto territorio di confine tra le due attuali province. I contrafforti esterni sono affini a quelli della chiesa di Santa Maria Assunta di Pieve di Coriano.
Le quattro fasi dell'Oratorio di Sant'Andrea dal XII secolo ad oggi
Chiesa di castello
Nei secoli X-XI nel territorio furono presenti insediamenti fortificati, cioè strutture di difesa che avevano lo scopo di proteggere i vari insediamenti da razzie ed incursioni. Il Castrum di Mullo, corte fortificata, sorgeva sulla direttrice Modena-Verona ed all’interno di questo vi era una chiesa in onore proprio di Sant’Andrea.
Cappella dipendente da Pieve di Coriano
Il territorio era diviso in pievi. Dopo la morte di Bonifacio di Canossa nel 1052 vennero restituiti alcuni beni al vescovo di Reggio Emilia e tra questi emerge la Pieve di Revere (Chiesa di Pieve di Coriano) con annesse sette cappelle che facevano capo appunto alla pieve. I nomi di queste però emersero solo nei documenti del 1144 in cui appunto viene citata la cappella di Mullo come parte di questa organizzazione territoriale. Questo fa dedurre che l’oratorio fosse, fin dalla sua costruzione, legato ad una pieve.
Oratorio di ius-patronato
Nei secoli successivi si assistette allo spostamento del borgo di Mullo (oggi Ghisione) nel territorio dell’attuale abitato di Villa Poma, chiamato Mullo Nuovo e il passaggio dal sistema delle pievi a quello delle parrocchie. Dalla metà del Quattrocento la comunità di Mullo diventò così sede del beneficio parrocchiale della chiesa di San Michele (oggi chiesa di Villa Poma).
Alla fine del Cinquecento la famiglia Basaglia si impegnò a costruire una casa per il cappellano e donò alla chiesetta una dote di otto biolche per ripagare il sacerdote. I Basaglia divennero quindi ius-patroni della chiesa, con il diritto di nominare il sacerdote. Nel 1600 la morte dei fratelli Basaglia portò ad un abbandono dei lavori lasciandoli interrotti. Altra questione legata alla chiesa fu che le otto biolche date dai Basaglia all’oratorio, pur se acquistate da loro, in realtà erano sotto il dominio della corte di Poggio e quini non potevano essere donate liberamente. Questa situazione portò ad invalidare l’atto di erezione dell’oratorio. Nel 1612 la questione si risolse quando Vittorina Basaglia riprese i lavori della chiesa e ottenne il permesso dalla Corte di Poggio di assegnare le otto biolche all’oratorio. Negli anni successivi, grazie alla famiglia Basaglia, proprietaria dell’oratorio, anche la comunità di Ghisione poté usufruire di questo, chiamato “oratorio pubblico”.
Dal XVII al XIX secolo a causa dei frazionamento dei beni della famiglia proprietaria, l’oratorio si ritrovò in una situazione di mancata manutenzione che portarono a diversi richiami da parte dei cappellani, documentati da altrettanti verbali. Si arrivò quindi al 1777 quando Don Carlo Santi, arciprete di Poggio, inviò una relazione Mantova che documentava lo stato di degrado e abbandono dell’oratorio.
Chiesa sussidiaria della parrocchia
Nel 1869 venne soppresso il beneficio ecclesiastico e i proprietari abbandonarono qualsiasi obbligo, di conseguenza la situazione precipitò e l’oratorio visse anni di totale abbandono nonostante i continui solleciti da parte della Curia di Mantova ad intervenire.
Nel 1929 l’oratorio passò da proprietà privata alla Fabbriceria della Parrocchia di San Michele in Villa Poma.
Nel 1953 iniziarono alcuni lavori di recupero fondamentali per la conservazione della struttura che vennero promossi dalla Fabbriceria della Parrocchia di Villa Poma, anche questi però rimasero incompiuti. Si arrivò quindi agli anni Novanta i cui la comunità di Villa Poma, istituì il Comitato per l’Oratorio di Ghisione che portò al restauro e alla valorizzazione dell’opera. Il 30 novembre 2000 l’oratorio riaprì e la comunità si riappropriò di questo grande patrimonio storico e artistico.
Oggi l’oratorio fa parte della Parrocchia di San Michele in Villa Poma.
Il terremoto dell'Emilia del 2012 ha danneggiato parzialmente il campanile dell'oratorio., che ha portato a lavori di restauro e consolidamento.